# Ruth Robertson
Ruth Agnes McCall Robertson Marietta (24 mai 1905 - 17 février 1998) est une photojournaliste américaine dont la vie et le travail ont été marqués par des réalisations pionnières, notamment par ses photographies des Angel Falls au Venezuela.

## Biographie
Née en 1905 à Taylorville, dans l'Illinois. Sa mère est issue d'une famille de journalistes de Somerset, dans le Kentucky. Son père est un peintre et un photographe écossais. Ruth Robertson étudie notamment au Knox College de Galesburg et à l'université Bradley de Peoria dans l'Illinois.
En 1939, elle est engagée comme photographe par le journal The Peoria Evening Star,  première femme photographe de ce journal. Trois ans plus tard, elle s'installe à Chicago et commence à travailler pour ACME Newspictures, qui sera intégrée plus tard à United Press International.. Elle couvre différents événements, comme des conventions nationales du Parti démocrate et du Parti républicain qui se tiennent à Chicago, ou des événements sportifs. Elle exerce comme reporter photographe, un domaine d'activité alors dominé par les hommes. Puis en 1945, elle devient correspondante de guerre. Elle est affectée à la région de l'Alaska et des Aléoutiennes. Elle suit les mouvements américains et russes contre des positions japonaises, et vole avec les pilotes qui bombardent les îles japonaises des Kouriles. Ses articles et ses photographies de l'Alaska sont publiés dans différents journaux et dans le National Geographic.
Mais ce qui lui vaut sa notoriété comme photographe, c'est son exploration et sa documentation exceptionnelles des Angel Falls au Venezuela juste après cette guerre,, effectuant un relevé précis des chutes et les photographiant depuis le sol pour la première fois. Ses photographies de ces cascades, réalisées en avril 1949, ont été saluées à l'échelle internationale. Le fruit de son travail a été publié dans le magazine National Geographic en novembre 1949, établissant sa notoriété.
Ruth Robertson vit ensuite et travaille au Venezuela pendant une grande partie des années 1950. En 1951, elle épouse un ingénieur de l'Atlantic Refining Company, Charles Marietta, tout en conservant son nom initial pour signer ses photos. Elle écrit des chroniques et ses souvenirs. Elle travaille également comme correspondante pour Time-Life. En 1958, en raison des tensions politiques croissantes au Venezuela, elle et son mari s'installent au Mexique. 
Ruth Agnes McCall Robertson Marietta meurt en 1998 au Texas,.

## Autobiographie
- Churun Meru. The Tallest Angel: Of Jungles and Other Journeys, Whitmore Publishing, 1975.  (ISBN 0-87426-039-6)